# Tafers
Tafers je obec v kantonu Fribourg; je hlavním sídlem v okrese Sense. Žije zde přibližně 3 400 obyvatel.

## Geografie
Nejvyšší bod se nachází v nadmořské výšce 904 metrů u Ober-Maggenbergu, nejnižší bod je v nadmořské výšce 564 metrů v oblasti Galtera. Zalesněný kopec Maggenberg, kde kdysi stával hrad Unter-Maggenberg (postavený přibližně v polovině 12. století a opuštěný v polovině 14. století), dominuje centru vesnice na jihu. Tafers je považován za předměstí města Fribourg a má centrální polohu. Vesnice je rozptýlenou obcí ležící v centrální části okresu Sense na křižovatce důležitých silnic, asi 7 kilometrů od centra města Fribourg. Obec hraničí na západě s městskou částí Kleinschönberg města Fribourg, na jihu podél Galterengraben a Galtera (Galterenbach) s obcemi St. Ursen, Brünisried a Plaffeien, na severovýchodě s obcemi Ueberstorf a Heitenried. Sousedními obcemi na severu jsou Schmitten, Düdingen a Wünnewil-Flamatt. Na východě sousedí Tafers s obcemi Schwarzenburg a Guggisberg v kantonu Bern.

## Historie

Letecký pohled (1954)

Tafers je poprvé zmíněn kolem roku 1150 jako Tabernae, mezi lety 1178 a 1189 jako de Tabemis, v roce 1228 jako Tavels a v roce 1433 jako Tavers. Název obce pravděpodobně pochází z pozdně latinského tǎbellu, což znamenalo „stůl, hostinec“ (viz také latinské taberna, „hostinec“). Tafers je tedy románským sídlem, místem hostince. Alamani převzali název obce asi v 8./9. století od zdejších Románů a germanizovali jej.
Kostel, pravděpodobně franského původu, se stal centrem rozsáhlé farnosti, která sahala až k řece Sáně, zahrnovala více než polovinu dnešního okresu Sense a patřila k tzv. Alten Landschaft. V 16. století se od ní oddělila čtvrť Matten města Fribourg, v letech 1885/94 farnosti Alterswil a St. Antoni a v roce 1901 farnost St. Ursen. V roce 1848 byla obec Tafers s novou kantonální ústavou začleněna do tehdy nově vytvořeného okresu Sense.
Farnost Tafers byla v letech 1831/32 rozdělena na čtyři samostatné obce Tafers (dříve nazývanou Bodenschrot), Alterswil (Juchschrot), St. Antoni (Schrickschrot) a Enet-dem-Bach-Schrot (St. Ursen). Od roku 1999 patří reformovaní obyvatelé k evangelicko-reformované farnosti St. Antoni.

## Obyvatelstvo
| Rok            | 1811 | 1850 | 1900 | 1950 | 2000 | 2010 | 2020 |
| Počet obyvatel | 411  | 589  | 964  | 1570 | 2627 | 2851 | 3530 |

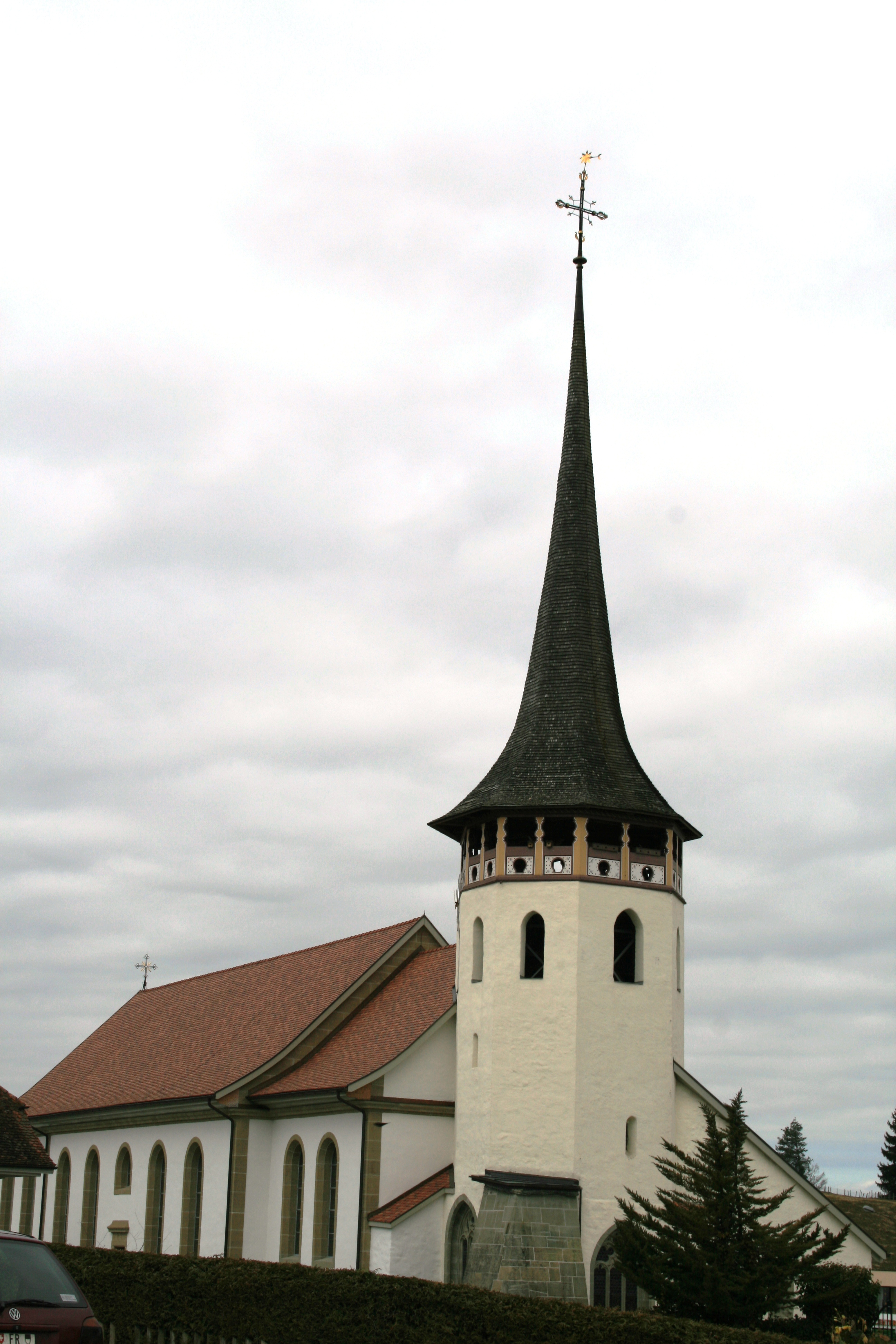
Římskokatolický kostel v obci

Většina obyvatel (k roku 2000) hovoří německy (2361, tj. 89,9 %), druhým nejčastějším jazykem je francouzština (117, tj. 4,5 %) a třetím srbochorvatština (35, tj. 1,3 %).

## Hospodářství
Tafers je díky své dopravní dostupnosti, příznivé daňové sazbě a dalším výhodám, jako je nabídka služeb, pracovní síla, školy a infrastruktura, regionálním hospodářským centrem. Mnoho firem využilo těchto výhod a usadilo se v Tafers. V obci působí řada podniků v primárním, sekundárním a terciárním sektoru, které poskytují přibližně 1420 pracovních míst. Mezi větší zaměstnavatele patří například Element AG nebo nemocnice Fribourg se sídlem v Tafers. Partnerem v ekonomických záležitostech je obchodní sdružení Tafers.

## Doprava
Obec Tafers leží na křižovatce dvou kantonálních silnic protínajících okres Sense, spojujících na jedné straně Fribourg a Schwarzenburg a na druhé straně Düdingen a Plaffeien. Napojení na dálnici A12 je vzdáleno jen asi 5 minut jízdy autem od centra, stejně jako železniční spojení. Tafers nemá vlastní železniční stanici. Tafers je s Fribourgem a okolím spojeno pravidelnou autobusovou linkou.